# Agostino Petitti Bagliani di Roreto
Le comte Agostino Petitti Bagliani di Roreto né à Turin le 13 décembre 1814, et mort à Rome le 28 août 1890 est un général et homme politique italien du Risorgimento. Issu d'une vieille famille turinoise, il est le fils du comte llarione Petitti Bagliani et de la comtesse Gabriella Genna di Cocconato.

## Biographie
Agostino Petitti Bagliani di Roreto appartenait à une noble famille piémontaise originaire de Cherasco. Son père, le comte Carlo Ilarione Petitti di Roreto (Turin, 1790 - 1850), économiste et écrivain de talent, considéré par beaucoup comme le principal inspirateur des réformes carlo-albertines, veuf de sa femme Gabriella Genna dei Conti di Cocconato, l'inscrit très jeune à l'Académie royale militaire de Turin, dont il sort en 1833 avec le grade de lieutenant (tenente). Après une période passée à Turin à la Venaria Reale puis au commandement du corps d'artillerie, il participe en 1848 à la première guerre d'indépendance, obtenant une mention honorable.
En novembre de la même année, il est promu major (maggiore) et avec ce grade, il occupe le poste de chef d'état-major de la 6e division sous les ordres du général Alfonso La Marmora. En 1853, il est promu lieutenant-colonel (tenente colonnello) et nommé secrétaire général du ministère de la Guerre. Chef d'état-major pendant la guerre de Crimée (1855-1856), il prend en novembre 1858 le commandement du régiment d'artillerie de campagne de Venaria Reale, qu'il conserve jusqu'au 26 avril 1859.
En 1859, il participe, en tant qu'adjudant (aiutante) du général Alfonso La Marmora, aux opérations de la deuxième guerre d'indépendance et vit à ses côtés les batailles de Palestro, Magenta, Solferino et San Martino et en particulier la bataille de Madonna della Scoperta, sur laquelle il écrit un mémoire - Madonna della Scoperta (Battaglia di San Martino, 24 giugno 1859) Studio storico tattico - publié à titre posthume par Casanova (Turin) en 1909, édité par son neveu le général Alfonso Petitti di Roreto. Pendant la guerre de 1859, il est promu général de division (maggior generale) et, en 1860, général de corps d'armée (tenente generale,), alors qu'il est commandant de la 3e division à Milan. La même année, il épouse Maria Bellotti de Milan (1835 - 1890) avec qui il a deux filles, Teresa Maria (1861 - 1917) qui épouse Emilio Campi, et Vittoria Emanuela (1862 - 1956) qui épouse Filippo Alfredo Parravicini.
Député de la circonscription de Cherasco de 1849 à 1867, il a été nommé ministre de la guerre dans le premier gouvernement d'Urbano Rattazzi (1862) et dans le troisième gouvernement d'Alfonso La Marmora (1864). Son activité ministérielle se caractérise par d'importantes interventions visant à réorganiser l'armée, notamment la fusion des corps de volontaires de Garibaldi avec les troupes régulières, et par l'impulsion donnée à la création d'écoles militaires et aux programmes éducatifs correspondants. En 1866, il participe à la troisième guerre d'indépendance en tant qu'adjudant général (aiutante generale) de l'armée, puis en tant que commandant (comandante ) du IVe corps. 
Le 12 août 1866, au nom de l'Italie, il signe l'armistice de Cormons avec son homologue autrichien, le Major Général Baron Karl Möring.
À la fin de la guerre, il est nommé général commandant (comandante generale) de la division militaire d'Alessandria et, en 1870, de la division militaire de Milan, conservant le haut commandement des divisions de Turin, Alessandria et Gênes. En 1870, il est également nommé sénateur du Royaume, en reconnaissance méritée de ses services à la construction de l'unité nationale et à la gestion de l'État, en plus de nombreuses autres distinctions italiennes et étrangères. En 1873, il reçoit le commandement général de Milan, qui comprend les divisions de Milan et d'Alessandria. 
Il prend sa retraite en 1877 après 44 ans de vie militaire active. Il décède à Rome le 28 août 1890.

## Décorations

### Décorations italiennes
- Chevalier grand-croix décoré du grand cordon de l'ordre de la Couronne d'Italie
- Chevalier grand-croix décoré du grand cordon de l'ordre des Saints-Maurice-et-Lazare
- Officier de l'ordre militaire de Savoie - 12 juin 1856[4]
- Médaille commémorative des campagnes des guerres d'indépendance
- Médaille commémorative de l'Unité italienne

### Décorations étrangères
- Chevalier grand-croix de l'ordre de l'Aigle rouge (Allemagne)
- Chevalier de l'ordre de Sainte-Anne (Russie)
- Commandeur de l'ordre national de la Légion d'honneur (France)
- Compagnon de l'ordre du Bain (Royaume-Uni)
- Chevalier grand-croix de l'ordre de l'Immaculée Conception de Vila Viçosa (Portugal)
- Médaille de Crimée (Royaume-Uni)
- Médaille commémorative de la campagne d'Italie de 1859

## Œuvres
- (it) L'ordinamento dell'Esercito Italiano esposto col Bilancio per 1863. Esame delle osservazioni di S.E. il Generale Fanti, Typographie Scolastica di Seb. Franco et Figli, Turin 1863
- (it) Relazione a S.M. in data 18 dicembre 1864 per l'approvazione di alcune modificazioni sull'ordinamento dei Corpi attivi dell'Esercito, Typographie Fodratti, Turin 1864
- (it) Dell'amministrazione della Guerra nel 1864, Tipografia Fodratti, Turin 1865
- (it) Dell'amministrazione della Giustizia penale militare italiana negli anni 1861-62-63-64, Typographie Fodratti, Turin 1865
- (it) Madonna della Scoperta (Battaglia di San Martino, 24 giugno 1859) Studio storico tattico, Casanova, Turin 1909

## Sources
- (it) Cet article est partiellement ou en totalité issu de l’article de Wikipédia en italien intitulé « Agostino Petitti Bagliani di Roreto » (voir la liste des auteurs).